# Seznam členů Senátu Parlamentu České republiky (2020–2022)
Toto je seznam členů Senátu Parlamentu České republiky ve 13. dvouletém volebním období 2020–2022, které bylo zahájeno v říjnu 2020 po skončených volbách do jedné třetiny horní komory.

## Vedení
| Úřad                   | Člen vedení     | Člen vedení     | Navrhující strana | Navrhující strana | Klub           | Obvod        | Období ve funkci   | Období ve funkci | Volba          |
| Úřad                   | Člen vedení     | Člen vedení     | Navrhující strana | Navrhující strana | Klub           | Obvod        | nástup             | odchod           | Volba          |
| ---------------------- | --------------- | --------------- | ----------------- | ----------------- | -------------- | ------------ | ------------------ | ---------------- | -------------- |
| Předseda               | Miloš Vystrčil  | Miloš Vystrčil  |                   | ODS               | ODS a TOP 09   | Jihlava      | 11. listopadu 2020 | 15. října 2022   | 73 ze 77 hlasů |
| 1. místopředseda       | Jiří Růžička    | Jiří Růžička    |                   | TOP 09            | STAN a nez.    | Praha 6      | 11. listopadu 2020 | 15. října 2022   | 69 ze 77 hlasů |
| Místopředsedkyně       | Jitka Seitlová  | Jitka Seitlová  |                   | KDU-ČSL           | KDU-ČSL a nez. | Přerov       | 11. listopadu 2020 | 15. října 2022   | 65 ze 77 hlasů |
| Místopředseda          | Jiří Oberfalzer | Jiří Oberfalzer |                   | ODS               | ODS a TOP 09   | Beroun       | 11. listopadu 2020 | 15. října 2022   | 74 ze 77 hlasů |
| Místopředseda          | Jan Horník      | Jan Horník      |                   | STAN              | STAN a nez.    | Karlovy Vary | 11. listopadu 2020 | 15. října 2022   | 71 ze 77 hlasů |
| Členové vedení Senátu. |                 |                 |                   |                   |                |              |                    |                  |                |

## Seznam senátorů
| Senátní obvod                                                               | Jméno               | Politická příslušnost | Volební (navrhující) strana              | Klub                | Rok zvolení      |
| --------------------------------------------------------------------------- | ------------------- | --------------------- | ---------------------------------------- | ------------------- | ---------------- |
| 01 – Karlovy Vary                                                           | Jan Horník          | STAN                  | STAN                                     | STAN                | 2004, 2010, 2016 |
| 02 – Sokolov                                                                | Miroslav Balatka    | nestraník             | STAN                                     | STAN                | 2018             |
| 03 – Cheb                                                                   | Miroslav Plevný     | nestraník             | STAN                                     | STAN                | 2020             |
| 04 – Most                                                                   | Alena Dernerová     | nestranička           | SD–SN                                    | STAN                | 2010, 2017       |
| 05 – Chomutov                                                               | Přemysl Rabas       | nestraník             | SEN 21                                   | SEN 21 a Piráti     | 2018             |
| 06 – Louny                                                                  | Ivo Trešl           | STAN                  | STAN                                     | STAN                | 2020             |
| 07 – Plzeň-město                                                            | Václav Chaloupek    | OPAT                  | OPAT                                     | STAN                | 2016             |
| 08 – Rokycany                                                               | Pavel Karpíšek      | ODS                   | ODS                                      | ODS-TOP 09          | 2018             |
| 09 – Plzeň-město                                                            | Lumír Aschenbrenner | ODS                   | ODS, TOP 09, KDU-ČSL, Svobodní, KČ a ADS | ODS-TOP 09          | 2014, 2020       |
| 10 – Český Krumlov                                                          | Tomáš Jirsa         | ODS                   | ODS                                      | ODS-TOP 09          | 2004, 2010, 2016 |
| 11 – Domažlice                                                              | Vladislav Vilímec   | ODS                   | ODS                                      | ODS-TOP 09          | 2018             |
| 12 – Strakonice                                                             | Tomáš Fiala         | nestraník             | ODS                                      | ODS-TOP 09          | 2020             |
| 13 – Tábor                                                                  | Jaroslav Větrovský  | nestraník             | ANO 2011                                 | PROREGION           | 2016             |
| 14 – České Budějovice                                                       | Ladislav Faktor     | nestraník             | nezávislý                                | ODS-TOP 09          | 2018             |
| 15 – Pelhřimov                                                              | Jaroslav Chalupský  | nestraník             | Svobodní                                 | ODS-TOP 09          | 2020             |
| 16 – Beroun                                                                 | Jiří Oberfalzer     | ODS                   | ODS                                      | ODS-TOP 09          | 2004, 2010, 2016 |
| 17 – Praha 12                                                               | Pavel Fischer       | nestraník             | nezávislý                                | nezařazení          | 2018             |
| 18 – Příbram                                                                | Petr Štěpánek       | STAN                  | STAN                                     | STAN                | 2020             |
| 19 – Praha 11                                                               | Ladislav Kos        | HPP 11                | HPP 11, KDU-ČSL, Zelení a Piráti         | SEN 21 a Piráti     | 2016             |
| 20 – Praha 4                                                                | Jiří Drahoš         | nestraník             | KDU-ČSL, Zelení, STAN a TOP 09           | STAN                | 2018             |
| 21 – Praha 5                                                                | Václav Láska        | SEN 21                | SEN 21                                   | SEN 21 a Piráti     | 2014, 2020       |
| 22 – Praha 10                                                               | Renata Chmelová     | nestranička           | KDU-ČSL, Piráti, DPD a LES               | KDU-ČSL a nezávislí | 2016             |
| 23 – Praha 8                                                                | Lukáš Wagenknecht   | Piráti                | Piráti                                   | SEN 21 a Piráti     | 2018             |
| 24 – Praha 9                                                                | David Smoljak       | STAN                  | STAN, Piráti a TOP 09                    | STAN                | 2019, 2020       |
| 25 – Praha 6                                                                | Jiří Růžička        | nestraník             | TOP 09 a STAN                            | STAN                | 2016             |
| 26 – Praha 2                                                                | Marek Hilšer        | MHS                   | MHS                                      | STAN                | 2018             |
| 27 – Praha 1                                                                | Miroslava Němcová   | ODS                   | ODS, STAN a TOP 09                       | ODS-TOP 09          | 2020             |
| 28 – Mělník                                                                 | Petr Holeček        | nestraník             | STAN                                     | STAN                | 2016             |
| 29 – Litoměřice                                                             | Ladislav Chlupáč    | ODS                   | ODS                                      | ODS-TOP 09          | 2018             |
| 30 – Kladno                                                                 | Adéla Šípová        | nestranička           | Piráti                                   | SEN 21 a Piráti     | 2020             |
| 31. – Ústí nad Labem                                                        | Jaroslav Doubrava   | S.cz                  | S.cz                                     | nezařazení          | 2010, 2016       |
| 32 – Teplice                                                                | Hynek Hanza         | ODS                   | ODS                                      | ODS-TOP 09          | 2020             |
| 33 – Děčín                                                                  | Zbyněk Linhart      | nestraník             | STAN a SLK                               | STAN                | 2014, 2020       |
| 34 – Liberec                                                                | Michael Canov       | SLK                   | SLK a STAN                               | STAN                | 2016             |
| 35 – Jablonec nad Nisou                                                     | Jaroslav Zeman      | nestraník             | ODS                                      | ODS-TOP 09          | 2012, 2018       |
| 36 – Česká Lípa                                                             | Jiří Vosecký        | SLK                   | SLK a STAN                               | STAN                | 2014, 2020       |
| 37 – Jičín                                                                  | Tomáš Czernin       | TOP 09                | TOP 09 a STAN                            | ODS-TOP 09          | 2016             |
| 38 – Mladá Boleslav                                                         | Raduan Nwelati      | ODS                   | ODS                                      | ODS-TOP 09          | 2018             |
| 39 – Trutnov                                                                | Jan Sobotka         | nestraník             | STAN                                     | STAN                | 2018, 2020       |
| 40 – Kutná Hora                                                             | Jaromír Strnad      | ČSSD                  | ČSSD                                     | PROREGION           | 2010, 2016       |
| 41 – Benešov                                                                | Zdeněk Hraba        | nestraník             | STAN                                     | STAN                | 2018             |
| 42 – Kolín                                                                  | Pavel Karník        | nestraník             | STAN                                     | STAN                | 2020             |
| 43. – Pardubice                                                             | Miluše Horská       | nestranička           | KDU-ČSL a Nestran.                       | KDU-ČSL a nezávislí | 2010, 2016       |
| 44 – Chrudim                                                                | Jan Tecl            | ODS                   | ODS, STAN a STO                          | ODS-TOP 09          | 2018             |
| 45 – Hradec Králové                                                         | Jan Holásek         | nestraník             | TOP 09, HDK, Zelení, LES a SEN 21        | SEN 21 a Piráti     | 2020             |
| 46 – Ústí nad Orlicí                                                        | Petr Šilar          | KDU-ČSL               | KDU-ČSL                                  | KDU-ČSL a nezávislí | 2010, 2016       |
| 47 – Náchod                                                                 | Martin Červíček     | ODS                   | ODS                                      | ODS-TOP 09          | 2018             |
| 48 – Rychnov nad Kněžnou                                                    | Jan Grulich         | TOP 09                | TOP 09 a LES                             | ODS-TOP 09          | 2020             |
| 49 – Blansko                                                                | Jaromíra Vítková    | KDU-ČSL               | KDU-ČSL                                  | KDU-ČSL a nezávislí | 2016             |
| 50 – Svitavy                                                                | Michal Kortyš       | ODS                   | ODS                                      | ODS-TOP 09          | 2018             |
| 51 – Žďár nad Sázavou                                                       | Josef Klement       | nestraník             | KDU-ČSL                                  | KDU-ČSL a nezávislí | 2020             |
| 52 – Jihlava                                                                | Miloš Vystrčil      | ODS                   | ODS, STO, SNK-ED a SsČR                  | ODS-TOP 09          | 2010, 2016       |
| 53 – Třebíč                                                                 | Hana Žáková         | nestranička           | STAN                                     | STAN                | 2018             |
| 54 – Znojmo                                                                 | Tomáš Třetina       | TOP 09                | TOP 09, ODS a STAN                       | ODS-TOP 09          | 2020             |
| 55 – Brno-město                                                             | Jan Žaloudík        | nestraník             | ČSSD                                     | PROREGION           | 2010, 2016       |
| 56 – Břeclav                                                                | Rostislav Koštial   | ODS                   | ODS                                      | ODS-TOP 09          | 2018             |
| 57 – Vyškov                                                                 | Karel Zitterbart    | nestraník             | STAN                                     | STAN                | 2020             |
| 58 – Brno-město                                                             | Jiří Dušek          | nestraník             | ANO 2011                                 | PROREGION           | 2016             |
| 59 – Brno-město                                                             | Mikuláš Bek         | nestraník             | Zelení, ODS, STAN a TOP 09               | STAN                | 2018             |
| 60 – Brno-město                                                             | Roman Kraus         | ODS                   | ODS a TOP 09                             | ODS-TOP 09          | 2020             |
| 61 – Olomouc                                                                | Lumír Kantor        | nestraník             | KDU-ČSL                                  | KDU-ČSL a nezávislí | 2016             |
| 62 – Prostějov                                                              | Jitka Chalánková    | nestranička           | nezávislá                                | ODS-TOP 09          | 2018             |
| 63 – Přerov                                                                 | Jitka Seitlová      | KDU-ČSL               | KDU-ČSL                                  | KDU-ČSL a nezávislí | 2020             |
| 64 – Bruntál                                                                | Ladislav Václavec   | nestraník             | ANO 2011                                 | PROREGION           | 2016             |
| 65 – Šumperk                                                                | Miroslav Adámek     | nestraník             | ANO 2011                                 | PROREGION           | 2018             |
| 66 – Olomouc                                                                | Marek Ošťádal       | STAN                  | STAN                                     | STAN                | 2020             |
| 67 – Nový Jičín                                                             | Petr Orel           | Zelení                | Zelení a KDU-ČSL                         | SEN 21 a Piráti     | 2016             |
| 68 – Opava                                                                  | Herbert Pavera      | TOP 09                | ODS, STAN a TOP 09                       | ODS-TOP 09          | 2018             |
| 69 – Frýdek-Místek                                                          | Helena Pešátová     | nestranička           | STAN                                     | STAN                | 2020             |
| 70 – Ostrava-město                                                          | Zdeněk Nytra        | ODS                   | nezávislý                                | ODS-TOP 09          | 2016             |
| 71 – Ostrava-město                                                          | Leopold Sulovský    | Ostravak              | Ostravak                                 | STAN                | 2012, 2018       |
| 72 – Ostrava-město                                                          | Ondřej Šimetka      | nestraník             | ODS                                      | ODS-TOP 09          | 2020             |
| 73 – Frýdek-Místek                                                          | Jiří Cieńciała      | nestraník             | „OSN“                                    | PROREGION           | 2016             |
| 74 – Karviná                                                                | Petr Vícha          | ČSSD                  | ČSSD                                     | PROREGION           | 2006, 2012, 2018 |
| 75 – Karviná                                                                | Ondřej Feber        | ANO                   | ANO 2011                                 | PROREGION           | 2020             |
| 76 – Kroměříž                                                               | Šárka Jelínková     | KDU-ČSL               | KDU-ČSL                                  | KDU-ČSL a nezávislí | 2016             |
| 77 – Vsetín                                                                 | Jiří Čunek          | KDU-ČSL               | KDU-ČSL                                  | KDU-ČSL a nezávislí | 2006, 2012, 2018 |
| 78 – Zlín                                                                   | Tomáš Goláň         | nestraník             | SEN 21                                   | ODS-TOP 09          | 2018, 2020       |
| 79 – Hodonín                                                                | Anna Hubáčková      | nestranička           | KDU-ČSL                                  | KDU-ČSL a nezávislí | 2016             |
| 80 – Zlín                                                                   | Patrik Kunčar       | KDU-ČSL               | KDU-ČSL                                  | KDU-ČSL a nezávislí | 2014, 2018       |
| 81 – Uherské Hradiště                                                       | Josef Bazala        | KDU-ČSL               | KDU-ČSL                                  | KDU-ČSL a nezávislí | 2020             |
| Obvody dle posloupnosti voleb                                               |                     |                       |                                          |                     |                  |
| – předchozí volby (2018) – aktuální volby (2020) – následující volby (2022) |                     |                       |                                          |                     |                  |